# Kaptigaun
Kaptigaun (nep. कप्टीगाउँ) – gaun wikas samiti we wschodniej części Nepalu w strefie Sagarmatha w dystrykcie Okhaldhunga. Według nepalskiego spisu powszechnego z 2001 roku liczył on 350 gospodarstw domowych i 1847 mieszkańców (941 kobiet i 906 mężczyzn).